# Danilo Barbosa
Danilo Barbosa (Simões Filho, 28 de febrer de 1996) és un futbolista brasiler, jugador de l'SL Benfica.
La temporada 2015-16, va jugar cedit al València CF. En acabar la temporada, el club no va exercir l'opció de compra que tenia, per valor de quinze milions d'euros.